# Усијане главе!
Усијане главе! (енгл. Hot Shots!) је америчка комедија из 1991, где главне улоге играју Чарли Шин, Кери Елвес, Валерија Голино, Лојд Бриџиз, Џон Крајер и други. Филм је режирао Џон Абрахамс, који је написао и сценарио заједно са Пат Профтом. Филм прати наставак, Усијане главе! 2 из 1993. године. Филм је првенствено пародија филма Топ ган, заједно са сценама пародија филмова као што су Девет и по недеља, Плес са вуковима, Маратонац, Роки, Супермен и Прохујало са вихором.

## Радња
Након инцидента који је надређене натерао да се запитају око његове психичке стабилности, врхунски пилот Топер Харли напушта морнарицу и одлази да живи са Индијанцима. Међутим, његове услуге су идаље потребне америчкој војсци, па се Топер враћа у службу са задатком да уништи нуклеарно оружје Садама Хусеина.
На несрећу, Топер никако не може да мирно сарађује са другим пилотима, од којих је један заљубљен у исту жену као и он. Стари Топерови психички недостаци полако почињу поново да се појављују, па је само питање дана када ће пилот попустити под притиском.

## Улоге
| Глумац          | Улога                      |
| --------------- | -------------------------- |
| Чарли Шин       | Шон „Топер” Харли          |
| Кери Елвес      | Кент Грегори               |
| Валерија Голино | Рамада Томпсон             |
| Лојд Бриџиз     | адмирал Томас Бенсон       |
| Кевин Дан       | Џејмс Блок                 |
| Џон Крајер      | Џим „Испрани” Фафенбах     |
| Вилијам О'Лири  | Пит „Мртво Пувало” Томпсон |
| Кристи Свонсон  | Ковалски                   |
| Бил Ирвин       | Лиланд „Баз” Харли         |

## Пријем
Филм је добио веома добре критике од критичара и публике. Сајт Rotten Tomatoes му је дао рејтинг 83%, и просечну оцену 6.5/10. Филм је изабран за Краљевску филмску изведбу 1991. године.